# Urtica wallichiana
Urtica wallichiana är en nässelväxtart som beskrevs av Ernst Gottlieb von Steudel. Urtica wallichiana ingår i släktet nässlor, och familjen nässelväxter. Inga underarter finns listade i Catalogue of Life.